# Островки (Шилкинський район)
Островки́ (рос. Островки) — село у складі Шилкинського району Забайкальського краю, Росія. Входить до складу Новоберезовського сільського поселення.

## Населення
Населення — 127 осіб (2010; 168 у 2002).
Національний склад (станом на 2002 рік):
- росіяни — 98 %